# 青森県立十和田西高等学校
青森県立十和田西高等学校（あおもりけんりつ とわだにしこうとうがっこう、英: Aomori Prefectural Towada Nishi High School）は青森県十和田市大字沢田字下洗にあった県立高等学校。2022年度末に閉校し、同市内の三本木農業恵拓高校に統合された。

## 設置学科
- 普通科
- 観光科

## 所在地
- 青森県十和田市大字沢田字下洗53-3

## 沿革
- 1954年（昭和29年）4月1日 - 青森県立三本木農業高等学校十和田分校設置[2]。定時制農業課程。
- 1980年（昭和55年）4月1日 - 移管により、青森県立三本木高等学校十和田分校となる[3]。全日制普通科。
- 1989年（平成元年）4月1日 - 青森県立十和田西高等学校開校。三本木高等学校十和田分校は廃止[3]。
- 1999年（平成10年）4月 - 観光科開設。
- 2021年 - 青森県立三本木農業恵拓高等学校新設のため募集停止。観光科に係る科目は新設校の普通科に設定[4]。
- 2023年3月 - 閉校。
- 2024年4月 - 跡地に十和田市立第一中学校が移転予定[5][6]。